# Tagged Image File Format
Pour les articles homonymes, voir Tif et TIFF.
Le Tag(ged) Image File Format généralement abrégé TIFF est un format de fichier pour image numérique. Adobe en est le dépositaire et le propriétaire initial (via Aldus).
Plus exactement, il s'agit d'un format de conteneur (ou encapsulation), à la manière de avi ou zip, c'est-à-dire pouvant contenir des données de formats arbitraires.

## Usages
Le TIFF est un format compressé ou non, courant et lu par plusieurs logiciels de traitement d'image matricielle. 
TIFF est un format flexible :
- il est notoirement connu pour permettre l'enregistrement des données multi-octets au format big endian ou little endian ;
- il permet d'utiliser divers types de compression, avec ou sans perte de données : brut, PackBits, LZW, CCITT Fax 3 et 4, JPEG ;
- il accepte plusieurs codages des pixels, de 1 à 64 bits par pixel, signé ou non, ainsi que les formats en virgule flottante 32 et 64 bits définis par l'IEEE ;
- il accepte plusieurs espaces colorimétriques : noir et blanc, monochrome, palette de couleurs (de toute taille), RVB, YCbCr, CMJN, CIE Lab ;
- il accepte des informations additionnelles sur les couleurs utiles à l’étalonnage colorimétrique : correction gamma, etc. ;
- il permet le stockage d'image par bloc (tiff tuilé), et aussi diverses images par fichier, des images alternatives en basse résolution, des annotations sous forme de courbes et de texte, etc.

Cette flexibilité fait que TIFF est utilisé dans des applications diverses : par les scanners, les imprimantes, les appareils photo numériques mais aussi pour les données cartographiques (GeoTIFF) et les images satellites (Cloud Optimized GeoTIFF).
Cela fait également que tous les logiciels ne sont pas capables d'afficher tous les types d'images TIFF. Il est possible de créer des extensions propriétaires et secrètes à TIFF[source secondaire nécessaire].

## Structure
Un fichier TIFF commence par les deux caractères ASCII MM pour big endian ou II pour little endian. Les deux octets suivants représentent le nombre 42, en big endian ou little endian.
Les images au format TIFF sont limitées à une taille de 4 Go (taille de l'offset sur 32 bits). La bibliothèque LibTIFF 4.0 (parue en 2007) a introduit le format BigTIFF, permettant des images d'une taille supérieure grâce à des offsets de 64 bits. Ce format ne fait pas l'objet d'un standard officiel.

## Histoire
TIFF a été développé par Microsoft et Aldus. Aldus a été racheté par Adobe Systems. Depuis, Adobe possède les droits sur le texte de la spécification TIFF et la marque TIFF.
La révision 6.0 de TIFF date du 3 juin 1992. Elle a été portée dans le domaine public depuis 1992.
Ce format a été à plusieurs reprises utilisé dans l'underground : en effet, en exploitant des failles d'affichage, il a été possible aux PSP de Sony et aux iPhone d'Apple de lancer du code non officiel. [réf. nécessaire]